# Хауи ин Хилс (Флорида)
Хауи ин Хилс (енгл. Howey-in-the-Hills) град је у америчкој савезној држави Флорида. По попису становништва из 2010. у њему је живело 1.098 становника.

## Демографија
Према попису становништва из 2010. у граду је живело 1.098 становника, што је 142 (14,9%) становника више него 2000. године.
| Група             | 2000.       | 2010.         |
| Белци             | 908 (95,0%) | 1.006 (91,6%) |
| Афроамериканци    | 5 (0,5%)    | 14 (1,3%)     |
| Азијати           | 7 (0,7%)    | 6 (0,5%)      |
| Хиспаноамериканци | 21 (2,2%)   | 61 (5,6%)     |
| Укупно            | 956         | 1.098         |